# Osees
Osees — американская рок-группа, образованная в Сан-Франциско, Калифорния, в 1997 году, сейчас базирующаяся в Лос-Анджелесе, Калифорния. Изначально сольный проект Джона Дуайера, группа развивалась через многочисленные изменения состава и названия с момента своего основания, при этом Дуайер был лидером группы и основным автором песен на протяжении всего времени. Наряду с Дуайером в текущий состав группы входят давние участники Тим Хеллман (бас), Дэн Ринкон (ударные), Пол Кваттрон (ударные) и Томас Долас (клавишные).
Звук группы черпается из самых разных влияний, включая гаражный рок, краут-рок, психоделию и фолк-музыку. Osees известны своей плодовитой дискографией, энергичными живыми выступлениями и причудливой визуальной эстетикой. На сегодняшний день группа выпустила двадцать восемь студийных альбомов, а также различные EP, синглы и сборники.
Изначально сольный проект по записи фрик-фолка, Дуайер развил проект в полноценную гараж-рок-группу, в которую вошли Бриджид Доусон (клавишные, бэк-вокал), Пити Даммит (бас, гитара), Майк Шоун (ударные) и Ларс Финберг (ударные, гитара), выпустив при этом нашумевшие альбомы The Master’s Bedroom Is Worth Spending a Night In (2008), Carrion Crawler/The Dream (2011) и Floating Coffin (2013).
Переехав в Лос-Анджелес в конце 2013 года, Дуайер изменил состав группы, бас-гитарист Sic Alps Тим Хеллман и барабанщик White Fence Ник Мюррей заменили Доусона, Даммит, Шоуна и Финберга. После выпуска шестнадцатого студийного альбома группы Mutilator Defeated at Last (2015) Дуайер и Хеллман начали гастролировать с двумя барабанщиками, Дэном Ринконом и Райаном Моутинью, заменив Мюррея. Активно гастролируя, этот состав записал семнадцатый и восемнадцатый студийные альбомы группы A Weird Exits и An Odd Entrances, а Моутинью ушел в конце 2016 года, чтобы сосредоточиться на собственных проектах.
С приходом нового барабанщика Пола Кваттрона группа записала свой девятнадцатый альбом Orc с сопродюсерами Таем Сегаллом, Эриком Бауэром и Энрике Тена. В конце 2017 года Дуайер воссоединился с Доусоном для преимущественно акустического альбома Memory of a Cut Off Head, который вернулся к lo-fi корням группы и в котором приняли участие несколько бывших и нынешних участников Oh Sees. После двух студийных альбомов с тяжелым, прог-роковым звучанием — Smote Reverser (2018) и Face Stabber (2019) — группа сменила название на Osees в июле 2020 года, анонсировав свой двадцать третий альбом Protean Threat. Группа продолжила активно выпускать релизы под новым названием, выпустив Metamorphosed, а также альбом ремиксов и EP до конца 2020 года. Двадцать шестой альбом группы A Foul Form был выпущен 12 августа 2022 года.

## Характеристики
Название
Группа обычно меняет свое название между релизами, иногда записывая одноразовые альбомы под другим названием, прежде чем вернуться к предыдущему. В разное время группа выступала или выпускала альбомы под названиями Orinoka Crash Suite, OCS, Orange County Sound, The Ohsees, The Oh Sees, Thee Oh Sees, Oh Sees и Osees. Лидер группы Дуайер объяснил, что частая смена названия делается в пику музыкальной прессе: «кажется, это раздражает прессу, что для меня здорово. Я не испытываю ничего, кроме презрения к музыкальной прессе».
Философия
Записи Osees отличаются таким изобилием, что их даже пародировали в музыкальной прессе. В интервью New York Music News в сентябре 2012 года Пити Даммит объяснил философию группы относительно этого:
Мы усердно работаем. Мне кажется странным, что мы выпускаем так много пластинок, потому что в звукозаписывающей индустрии существует традиция делать все определенным образом. На протяжении десятилетий мы месяцами работали в студии, выпуская один альбом в год, гастролировали по этому, гастролировали по тому, делали то, делали это... Мы просто делаем то, что хотим. К тому времени, как мы добираемся до студии, большинство песен уже готовы, так что мы можем записать их все живьем за два дня. Оставшиеся два дня в студии мы с удовольствием сочиняем их на месте и веселимся вовсю.
Что касается тенденции группы к экспериментам в последние годы, Джон Дуайер объясняет в интервью 2019 года:
Вам не обязательно делать скучную запись, когда вы стареете. Мне кажется, что люди иногда просто теряют огонь или ленятся. Поэтому мы пытаемся стать шумнее, жестче, страннее, длиннее и раздутее. Я просто следую своей интуиции.

## Дискография
Смотри статью «Дискография Osees» в англ. разделе.
Выпущены под названием OCS
- 1 (2003)
- 2 (2004)
- Songs About Death & Dying Vol. 3 (2005)
- OCS 4: Get Stoved (2005)
- Memory of a Cut Off Head (2017)

Выпущены под названием The Ohsees
- The Cool Death of Island Raiders (2006)

Выпущены под названием The Oh Sees
- Sucks Blood (2007)

Выпущены под названием Thee Oh Sees
- The Master's Bedroom Is Worth Spending a Night In (2008)
- Help (2009)
- Dog Poison (2009)
- Warm Slime (2010)
- Castlemania (2011)
- Carrion Crawler/The Dream (2011)
- Putrifiers II (2012)
- Floating Coffin (2013)
- Drop (2014)
- Mutilator Defeated at Last (2015)
- A Weird Exits (2016)
- An Odd Entrances (2016)

Выпущены под названием Oh Sees
- Orc (2017)
- Smote Reverser (2018)
- Face Stabber (2019)

Выпущены под названием Osees
- Protean Threat (2020)
- Metamorphosed (2020)
- Panther Rotate (2020)
- Weirdo Hairdo (2020)
- A Foul Form (2022)
- Intercepted Message (2023)
- Sorcs 80 (2024)